# Дукля (государство)
Дукля, или Диоклетия (серб. Дукља / Duklja, или Диоклетија / Diokletija; греч. Διοκλεία) — средневековое сербское государство, располагавшееся на Балканах в границах современной Черногории. Дукля располагалась вокруг реки Зета, Скадарского озера и на берегу Которского залива. В городе Котор проходила граница Дукли и Травунии.
Дукля сыграла важную роль в развитии сербской государственности. Именно Дукля стала её центром после того, как сербское княжество вскоре после гибели Часлава Клонимировича стало частью Византийской империи. В конце XI века она стала называться Зетой, а после XV века — Черногорией.

## Название

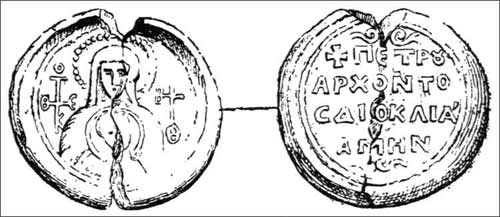
На печати Петрислава, одного из первых правителей Дукли, написано: Petrou, Archontos Dioklia, Amin.

Государство (и историческая область) известно под названиями Зета, Дукля, Диоклея, Диоклетия (Зета / Zeta, Дукља / Duklja, Dioclea, Diocletia). с IX по XI века государство называлось Дукля: по имени иллирийского племени доклеатов. По другой версии, название государства произошло от древнеримского города Диоклеи (Дукли) в районе современной Подгорицы, которая в Средние века пришла в запустение (вероятно, была разрушена готами на рубеже V—VI веков), и в IX веке возродилась. Население государства называлось дуклянами. Эти названия использовались до конца X века. В XI веке страна всё чаще называется Зетой. В XII веке в византийских хрониках фигурировало под названием Зета (от реки Зеты — притока Морачи).
В литературе государство называется также Дуклянским государством, Дуклянским королевством, Зетской державой, королевством Зетой, Дуклянским княжеством.

### Переселение славян на Балканы

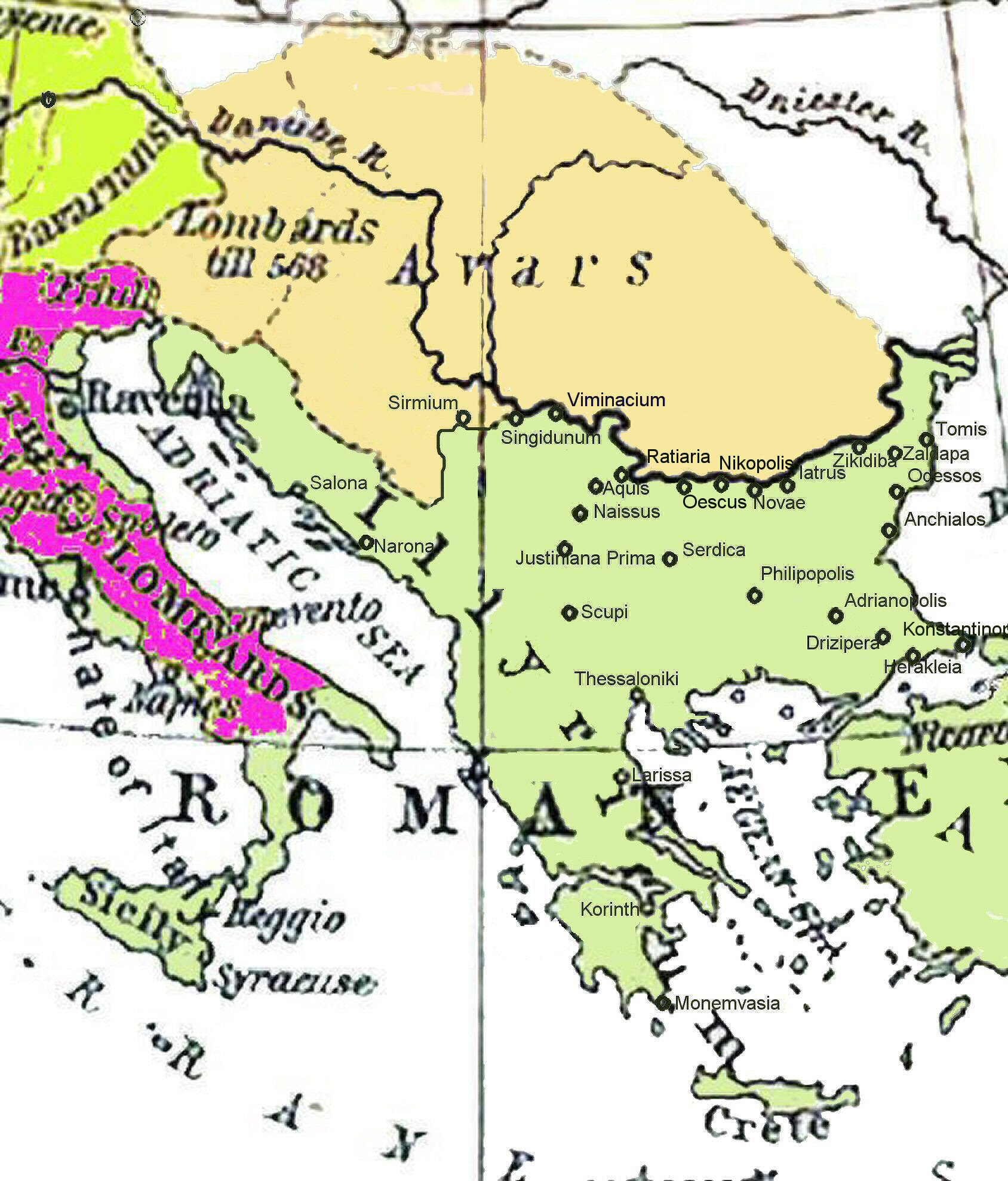
Балканы в начале VII века

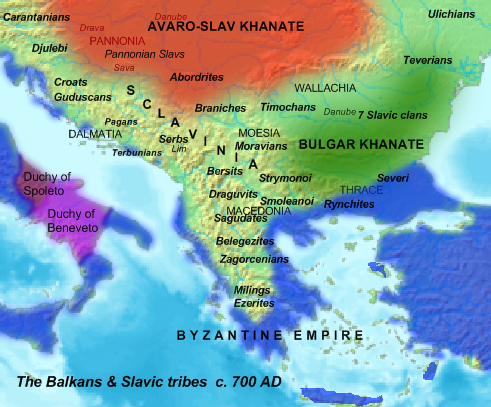
Расселение южнославянских племён в 700 году

### Независимая Дукля

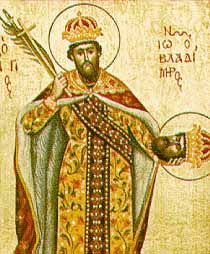
Йован Владимир

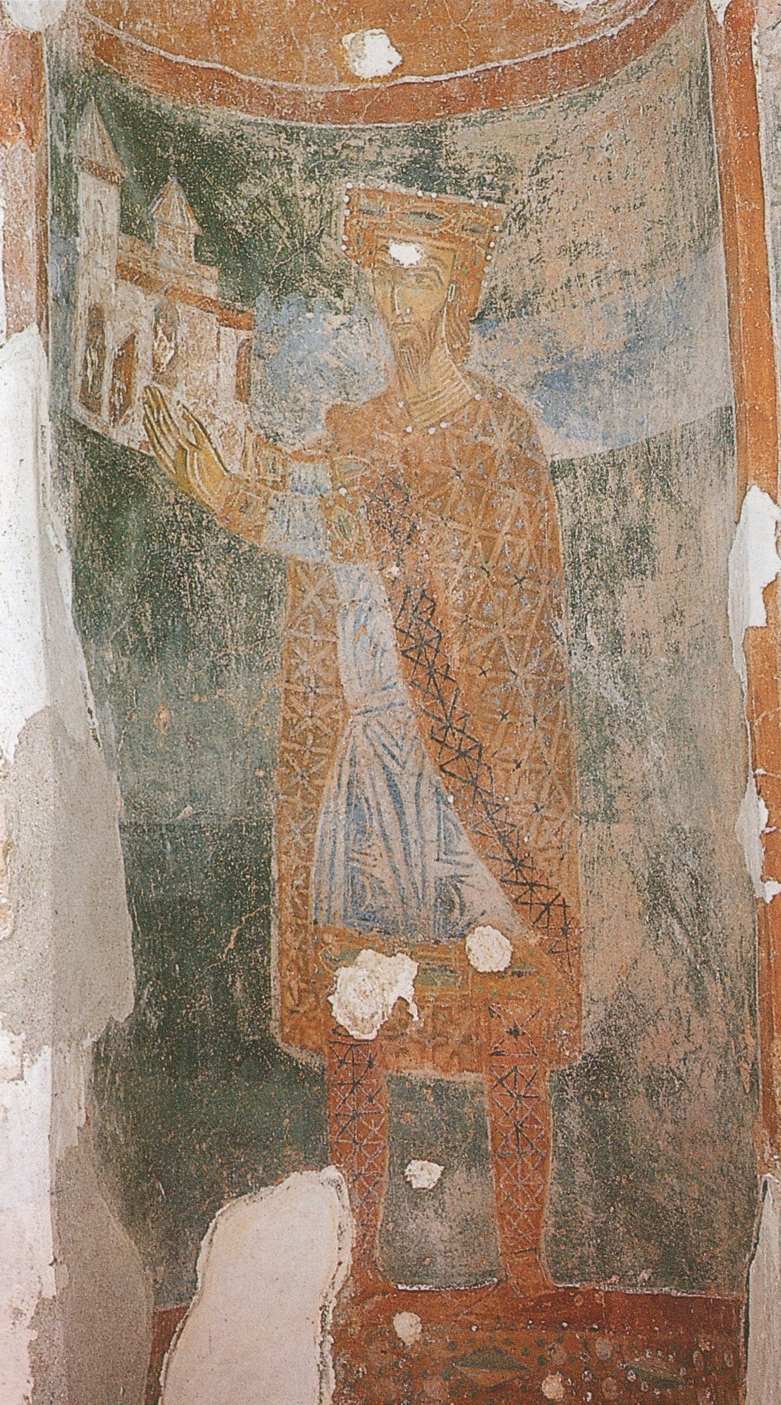
Изображение Михаила на фреске церкви в Стоне

## Социально-экономические характеристики

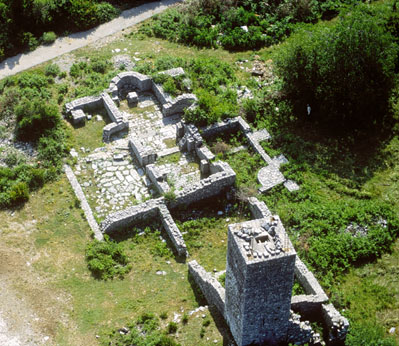
Руины монастыря Богородица Краинска на берегу Скадарского озера

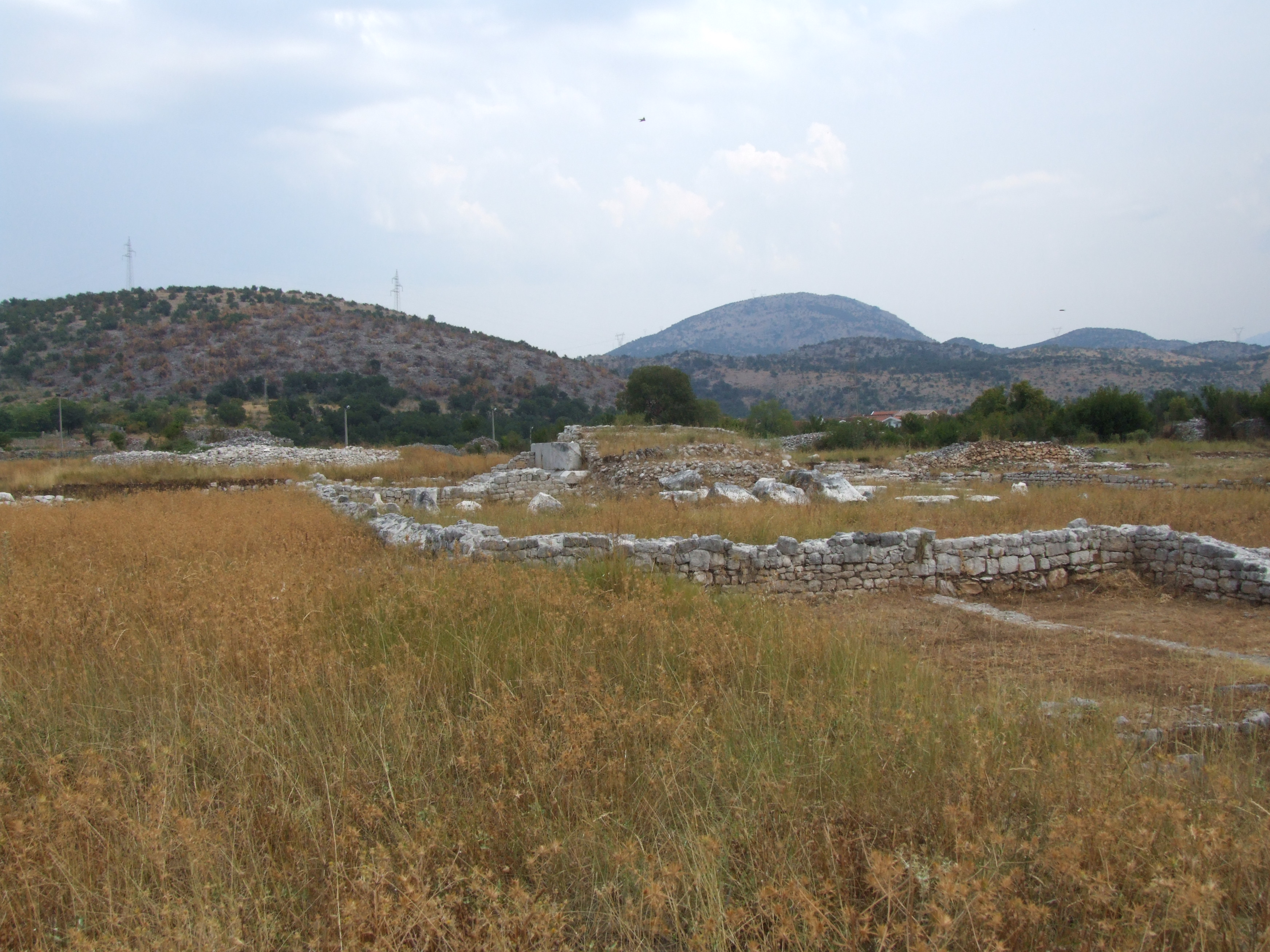
Остатки города